# Luiz Mattar
Luiz Mattar (San Paolo, 18 agosto 1963) è un ex tennista brasiliano.
Ha giocato come professionista dal 1986 al 1995, periodo in cui ha vinto 12 titoli (7 in singolo e 5 in doppio). In carriera ha raccolto premi per un totale di 1.493.136 dollari.

## Titoli (12)

### Singolo (7)
| Legenda                |
| Grande Slam (0)        |
| Tennis Masters Cup (0) |
| ATP Masters Series (0) |
| ATP Tour (7)           |

| Titoli su ogni superficie |
| Cemento (4)               |
| Erba (0)                  |
| Terra (1)                 |
| Sintetico (2)             |

| N° | Data            | Torneo                  | Superficie | Avversario in finale | Punteggio     |
| 1. | 26 gennaio 1987 | Guarujá, Brasile        | Cemento    | Cássio Motta         | 6–3, 5–7, 6–2 |
| 2. | 25 gennaio 1988 | Guarujá, Brasile        | Cemento    | Eliot Teltscher      | 6–3, 6–3      |
| 3. | 6 febbraio 1989 | Guarujá, Brasile        | Cemento    | Jimmy Brown          | 7–6, 6–4      |
| 4. | 10 aprile 1989  | Rio de Janeiro, Brasile | Sintetico  | Martín Jaite         | 6–4, 5–7, 6–4 |
| 5. | 2 aprile 1990   | Rio de Janeiro, Brasile | Sintetico  | Andrew Sznajder      | 6–4, 6–4      |
| 6. | 9 novembre 1992 | São Paulo, Brasile      | Cemento    | Jaime Oncins         | 6–1, 6–4      |
| 7. | 9 maggio 1994   | Coral Springs, USA      | Terra      | Jamie Morgan         | 6–4, 3–6, 6–3 |

### Doppio (5)
| Legenda                |
| Grande Slam (0)        |
| Tennis Masters Cup (0) |
| ATP Masters Series (0) |
| ATP Tour (4)           |

| Titoli su ogni superficie |
| Cemento (2)               |
| Erba (0)                  |
| Terra (3)                 |
| Sintetico (0)             |

| N° | Data              | Torneo                    | Superficie | Partner           | Avversari in finale         | Punteggio     |
| 1. | 26 gennaio 1987   | Guarujá, Brasile          | Cemento    | Cássio Motta      | Martin Hipp Tore Meinecke   | 7–6, 6–1      |
| 2. | 14 settembre 1987 | Ginevra, Svizzera         | Terra      | Ricardo Acioly    | Mansour Bahrami Diego Pérez | 3–6, 6–4, 6–2 |
| 3. | 31 dicembre 1990  | Wellington, Nuova Zelanda | Cemento    | Nicolás Pereira   | John Letts Jaime Oncins     | 4–6, 7–6, 6–2 |
| 4. | 8 giugno 1992     | Firenze, Italia           | Terra      | Marcelo Filippini | Royce Deppe Brent Haygarth  | 6–4, 6–7, 6–4 |
| 5. | 31 ottobre 1994   | Montevideo, Uruguay       | Terra      | Marcelo Filippini | Sergio Casal Emilio Sánchez | 7–6, 6–4      |